# Algorytm skokowy
Algorytm skokowy (algorytm żabiego skoku, ang. leapfrog integration) – metoda numeryczna służąca do całkowania równań w postaci:
{\displaystyle {\ddot {x}}=F(x),}
lub w równoważnej formie:
{\displaystyle {\dot {v}}=F(x),\;{\dot {x}}\equiv v,}
występującej często w mechanice klasycznej przy opisie układów dynamicznych.

## Opis algorytmu
Problemy typu {\displaystyle {\ddot {x}}=F(x)} często przybierają postać:
{\displaystyle {\ddot {x}}=-\nabla V(x),}
z funkcją energii zadaną wzorem:
{\displaystyle E(x,v)={\tfrac {1}{2}}|v|^{2}+V(x),}
gdzie {\displaystyle V} jest energią potencjalną układu. Całkowanie metodą skokową (leapfrog) jest równoważne aktualizacji pozycji {\displaystyle x(t)} i prędkości {\displaystyle v(t)={\dot {x}}(t)} w naprzemiennych chwilach, rozłożonych w ten sposób, że „przeskakują one nad sobą” – stąd nazwa algorytmu (ang. leapfrog – skok przez plecy). Na przykład położenie jest aktualizowane dla całkowitych wielokrotności kroku czasowego, zaś wartość prędkości jest uaktualniana w chwilach czasu przesuniętych o {\displaystyle \Delta t/2.}
Algorytm skokowy jest metodą drugiego rzędu, w przeciwieństwie do metody Eulera, która jest metodą pierwszego rzędu, jednak liczba wywołań funkcji w każdym kroku jest taka sama. W przeciwieństwie do całkowania metodą Eulera algorytm jest stabilny w przypadku ruchu oscylacyjnego z częstością {\displaystyle \omega ,} dopóki krok czasowy {\displaystyle \Delta t} jest stały oraz {\displaystyle \Delta t\leqslant 2/\omega }.
W algorytmie skokowym równania opisujące położenie i prędkość w kolejnych chwilach czasu są następujące:
{\displaystyle {\begin{aligned}x_{i}&=x_{i-1}+v_{i-1/2}\,\Delta t,\\[0.4em]a_{i}&=F(x_{i})\\[0.4em]v_{i+1/2}&=v_{i-1/2}+a_{i}\,\Delta t,\end{aligned}}}
gdzie {\displaystyle x_{i}} jest położeniem w kroku {\displaystyle i,} {\displaystyle v_{i+1/2\,}} jest prędkością, lub pierwszą pochodną {\displaystyle x,} w kroku {\displaystyle i+1/2,} {\displaystyle a_{i}=F(x_{i})} jest przyspieszeniem, lub druga pochodną {\displaystyle x,} w kroku {\displaystyle i} oraz {\displaystyle \Delta t} rozmiarem każdego kroku. Równania te mogą być zapisane również w postaci, w której prędkość jest również wyznaczana dla całkowitych wielokrotności kroku czasowego. Jednak nawet w tej zsynchronizowanej postaci, krok czasowy {\displaystyle \Delta t} musi być stały, aby zachować stabilność.
{\displaystyle {\begin{aligned}x_{i+1}&=x_{i}+v_{i}\,\Delta t+{\tfrac {1}{2}}\,a_{i}\,\Delta t^{\,2},\\[0.4em]v_{i+1}&=v_{i}+{\tfrac {1}{2}}\,(a_{i}+a_{i+1})\,\Delta t.\end{aligned}}}
Jednym z częstszych zastosowań algorytmu skokowego są symulacje oddziaływań grawitacyjnych, gdzie przyspieszenie zależy tylko od pozycji. Jednakowoż nawet w tym przypadku metody wyższego rzędu (np. metody Rungeggo-Kutty) są używane znacznie częściej.
Algorytm skokowy ma dwie znaczące zalety:
- odwracalność w czasie – oznacza, że po obliczeniu n kroków możliwe jest odwrócenie kierunku całkowania i dojście do tej samej pozycji wyjściowej.
- symplektyczność – oznacza, że algorytm zachowuje (nieznacznie zmodyfikowaną) całkę energii systemów dynamicznych (tzn. całkowita energia układu oscyluje wokół pewnej stałej wartości bliskiej początkowej energii całkowitej). Jest to szczególnie przydatne podczas obliczania orbit w układach dynamicznych, gdzie pozostałe schematy całkowania, takie jak metody Rungego-Kutty, nie zachowują energii układu i pozwalają układowi na znaczne płynięcie w czasie.

Ze względu na powyższe dwie cechy, algorytm skokowy jest również stosowany w przypadku metod Monte Carlo.

## Przykładowa implementacja
Poniżej znajduje się kod napisany w środowisku MATLAB realizujący algorytm żabiego skoku w zsynchronizowanej postaci. Program rozwiązuje równanie: {\displaystyle {\frac {d^{t}{\bar {r}}}{dt^{2}}}={\frac {\bar {r}}{r^{3}}}} opisujące oddziaływanie grawitacyjne dwóch ciał. Przy czym dobrano taki układ odniesienia, w którym suma dwóch oddziałujących ze sobą mas wynosi 1 oraz stała grawitacji jest również równa 1.
```
close
 
all

clear
 
all

clc

% rozwiązanie równania d^r/dt^2 = - r/r^3 metodą leapfrog

dt
 
=
 
0.001
;
 
% krok czasowy

% warunki początkowe

r
 
=
 
[
0
;
 
0.5
;
 
0.75
];

v
 
=
 
[
0.25
;
 
0
;
 
1
];

r2
 
=
 
r
'*
r
;

a
 
=
 
-
r
/
(
r2
*
sqrt
(
r2
));

% czas symulacji

T
 
=
 
10
;

res
 
=
 
NaN
(
round
(
T
/
dt
)
+
1
,
6
);

idx
 
=
 
0
;

for
 
t
=
0
:
dt
:
T

    
idx
 
=
 
idx
 
+
 
1
;

    
v
 
=
 
v
 
+
 
0.5
*
a
*
dt
;

    
r
 
=
 
r
 
+
 
v
*
dt
;

    
r2
 
=
 
r
'*
r
;

    
a
 
=
 
-
r
/
(
r2
*
sqrt
(
r2
));

    
v
 
=
 
v
 
+
 
0.5
*
a
*
dt
;

    
res
(
idx
,:)
 
=
 
[
r
'
 
v
'
];

end

comet3
(
gca
,
res
(:,
1
),
res
(:,
2
),
res
(:,
3
))

```